# Palazzo Mazzetti di Pietralata
Palazzo Mazzetti di Pietralata é um palácio localizado no número 33 da Via del Pozo della Cornacchie, em frente à Piazza Rondanini, no rione Sant'Eustachio de Roma, não muito longe do Panteão de um lado e da Piazza Navona de outro.

## História
Os marqueses Mazzetti viveram, até o final do século XIX, numa residência adquirida muitos anos antes por Angelo Mazzetti, no número 45 da mesma praça do Arcispedale di Santo Spirito in Saxia. Do lado setentrional estava uma série de casas contíguas onde antes havia vivido o famoso Antoniazzo Romano e adquiridas um século antes por ancestrais de Giovanni do príncipe Ludovico Chigi; por entre elas havia apenas uma pequena passagem que unia a Via del Pozzo de Cornacchie com a Piazza delle Coppelle. 
Em 1842, durante o reinado do papa Gregório XVI (1831-1846), a família conseguiu o título de marqueses de Pietralata. Nesta época, Cândida, filha de Camilo Mazzetti, o 1º marquês, se casou com Giovanni Battista, filho de Vincenzo Camuccini, que se tornou o 2º marquês. Ele adquiriu o imóvel de Angelo Mazzeti e anexou-o ao seu palácio, tornando-se proprietário de todos os imóveis que davam de frente para a praça. Entre 1855 e 1860, Giovanni encarregou, segundo Salvatore Rebecchini, o notável arquiteto Virginio Vespignani de reorganizar completamente a região para construir um palácio digno da família e das redondezas. As obras levaram quinze anos: o palácio ocupa um quarteirão inteiro até a Piazza delle Coppelle, com um pátio central que preserva, no traçado, uma das grande salas das antigas Termas de Nero, sobre cujas ruínas o edifício foi construído, e na estrutura das paredes um pedaço do muro semicircular das termas, como recorda a placa de mármore colocada na entrada da escada secundária. Segundo outras fontes, o responsável teria sido G. Marasca. O palácio foi novamente ampliado em 1861 por Giacomo Mazzetti, filho de Giovanni Battista, que adquiriu o palácio vizinho de seu irmão, Vincenzo, que o havia recebido como herança de seu pai. A família Mazzetti habitou ali até o final da década de 1930, quando o imóvel foi vendido.

## Descrição
A fachada principal é silhares até o piso nobre, incluindo o térreo e o mezzanino, no qual se abrem quatro janelas em semi-arcos, duas de cada lado do portal em arco. Acima está um friso em estilo grego por toda a extensão separando o piso nobre, no qual se abrem cinco janelas com arquitraves e mísulas, um motivo repetido no segundo piso. No terceiro, estão outras cinco janelas de moldura simples. Um beiral com mísulas encerra a decoração e apresenta elementos heráldicos da família, como a cabeça de um leão, uma maça e uma rosa. No piso nobre ainda se conservam afrescos de Vincenzo Camuccini.